# Sent Lari (Arieja)
Sent Lari (en francès Saint-Lary) és un municipi francès, situat a la regió d'Occitània, departament de l'Arieja.